# Yarlongite
La yarlongite è un minerale la cui descrizione è stata pubblicata nel 2008 in base ad una scoperta avvenuta nella contea di Qusum (Qūsōng Xiàn), Tibet, Cina. Il minerale è stato approvato dall'IMA  ed il nome è stato attribuito in riferimento al fiume Yarlong Zangbo (Yarlung Tsangpo) che scorre nei pressi dell'ofiolite  di Luobusa dove è stato scoperto il minerale.
La yarlongite è un carburo metallico di cromo, ferro e nichel.

## Morfologia
La yarlongite è stata scoperta sotto forma di grani irregolari di 0,02-0,06mm..

## Origine e giacitura
La yarlongite è stata trovata nella cromitite podiforme nell'harzburgite dell'ofiolite di Luobusa associata con diamante, moissanite, wüstite, iridio nativo (varietà osmiridio), osmio nativo (varietà iridosmina), periclasio, cromite, ferro nativo, nichel nativo, cromo nativo, forsterite, diopside ricca di cromo ed i seguenti carburi metallici: cohenite, tongbaite, khamrabaevite e qusongite. Si presume che la yarlongite sia frutto di xenocristalli provenienti dal mantello terrestre trasportati da un pennacchio e catturati dalla fusione che ha originato la cromitite di Luobusa.